# Чонґук
Чон Чонґук (кор. 전정국; англ. Jeon Jungkook, нар. 1 вересня 1997, Пусан, Південна Корея), більш відомий за мононімом Чонґук (кор. 정국, англ. Jungkook) — південнокорейський співак, автор пісень, музичний продюсер та режисер. Один із учасників та вокалістів південнокорейського гурту BTS.

## Біографія
Чон Чонґук народився 1 вересня 1997 року в місті Пусан, що у Південній Кореї. Крім нього в родині є старший брат. Чонґук навчався у початковій школі Бек'ян та середній школі в Пусані, а коли став трейні — перевівся у середню школу Шінгу в Сеулі. У дитинстві Чонґук мріяв стати гравцем у бадмінтон, але після того, як побачив виступ G-Dragon з піснею «Heartbreaker» по телебаченню, вирішив стати артистом.
У 2011 році Чонґук взяв участь у прослуховуванні корейського шоу талантів «Superstar K», які проводили відбір у Деґу. Попри те, що він не пройшов у другий тур, Чонґук отримав запрошення від семи різних розважальних компаній. Врешті-решт хлопець вирішив стати трейні компанії «Біґ Хіт», побачивши виступ РМ, який зараз також є учасником та лідером гурту BTS. Щоб покращити свої танцювальні здібності та підготуватися до дебюту, влітку 2012 року хлопець відправився у Лос-Анджелес, де тренувався у танцювальній студії «Movement Lifestyle». У червні 2012 року він з'явився у кліпі Чо Квона «I'm Da One», а також працював супровідним танцівником гурту Glam незадовго до дебюту. Чонґук закінчив Сеульську школу виконавських мистецтв у 2017 році. В листопаді 2016 року склав загальнонаціональний екзамен та наразі зарахований до Сеульського інтернет-університету (SCU) разом із РМ, Suga, J-Hope, Чіміном та V.

## Кар'єра

### 2013— до сьогодні: BTS

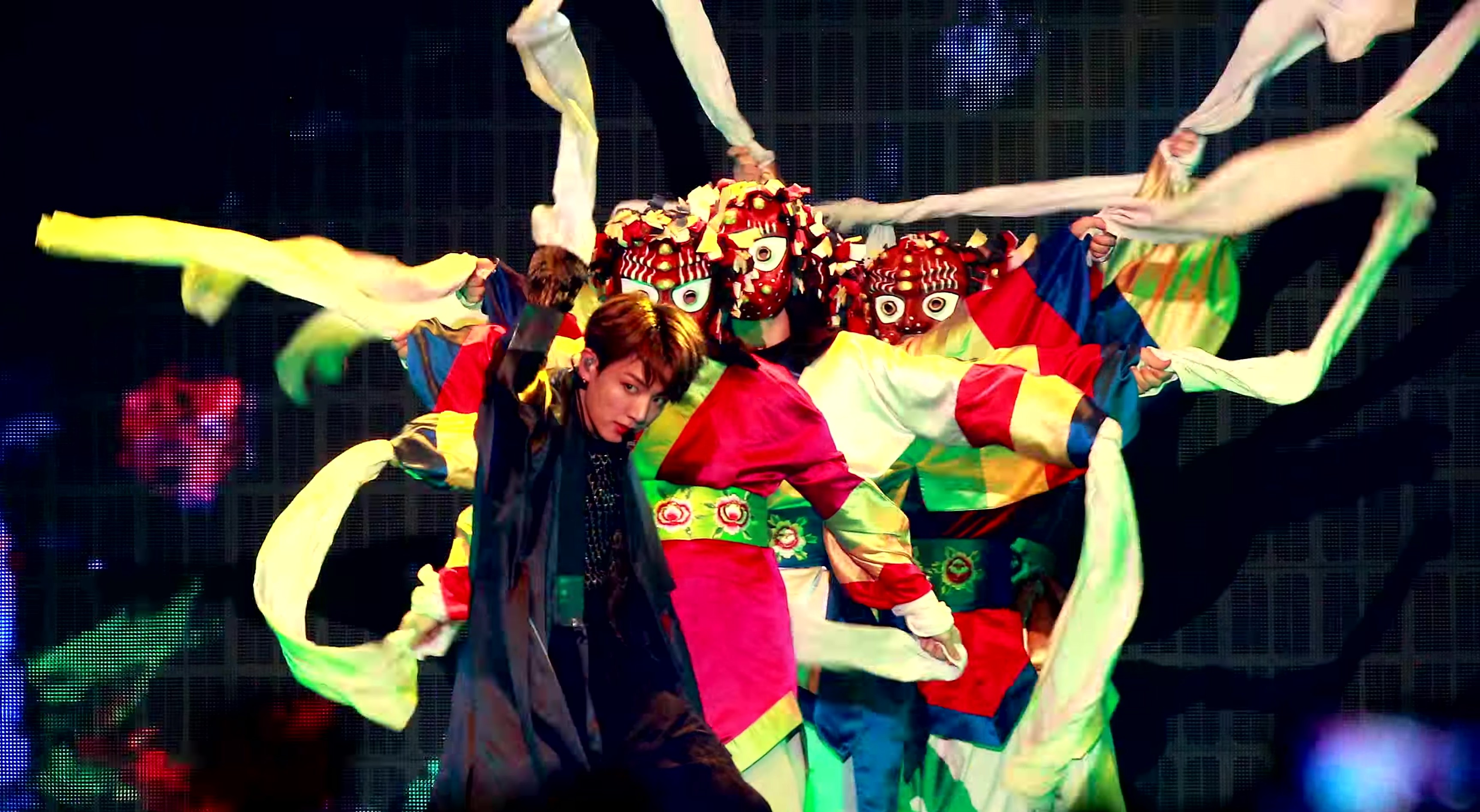
Сольний виступ Чонґука на церемонії «MMA 2019».

13 червня 2013 року Чонґук дебютував у складі BTS із альбомом 2 Cool 4 Skool. В рамках діяльності гурту виконавець має дві сольні пісні. Перша — трек «Begin» з альбому Wings (2016), де Чонґук розповів свою історію переїзду до Сеулу в ранньому віці, щоб стати ідолом, та висловив подяку дорогим мемберам, які піклувалися про нього в той час. Друга пісня створена в стилі ф'ючер-бейс і названа «Euphoria», вийшла 5 квітня 2018 року разом із короткометражним фільмом на 9 хвилин, як вступ до 3 частини серії BTS «Love Yourself». Повна версія цієї пісні була включена до альбому гурту «Love Yourself: Answer», який вийшов 24 серпня 2018 року. «Euphoria» спродюсована DJ Swivel та посіла 5-у позицію в чарті Billboard Bubbling Under Hot 100 Singles, а також знаходилася в цифровому чарті Gaon протягом 13 тижнів.
Чонґук також виступив у ролі головного продюсера двох пісень BTS: «Love Is Not Over» та «Magic Shop».
Як режисер, Чонґук створив серію творчих відео під назвою «G.C.F» (Golden Closet Film), які публікуються на каналі компанії в YouTube.
20 листопада 2020 року відбувся камбек гурту BTS з новим альбомом під назвою BE. Офіційне відео до головної пісні «Life Goes On» було зняте під керівництвом Чонґука.

### 2015— до сьогодні: сольна кар'єра
У вересні 2015 року Чонґук разом із багатьма іншими корейськими артистами взяв участь у створенні пісні в рамках кампанії «One Dream, One Korea» на згадку про Корейську війну. Пісня вийшла 24 вересня та її виконали на концерті «One K Concert» 15 жовтня.
У 2016 році Чонґук потрапив до акторського складу пілотного епізоду реаліті-шоу Flower Crew, а також з'явився на шоу Celebrity Bromance King та у 72 епізоді Mask Singer під ім'ям Фехтувальник.
6 листопада 2018 року Чонґук разом із Чарлі Путом виконав пісню «We Don't Talk Anymore» у особливому виступі на церемонії нагородження MBC Plus X Genie Music Awards. Він двічі робив кавери цієї пісні: вперше — сольно, вдруге — із Чіміном, мембером BTS.
4 червня 2020 року Чонґук випустив сольну пісню «Still With You».
28 липня 2020 року Чонґук записав кавер на пісню Джастіна Бібера «10000 Hours».
29 жовтня 2021 року Чонґук опублікував кавер на пісню Гаррі Стайлса «Falling» на офіційному каналі та в блозі BTS на YouTube.

## Вплив

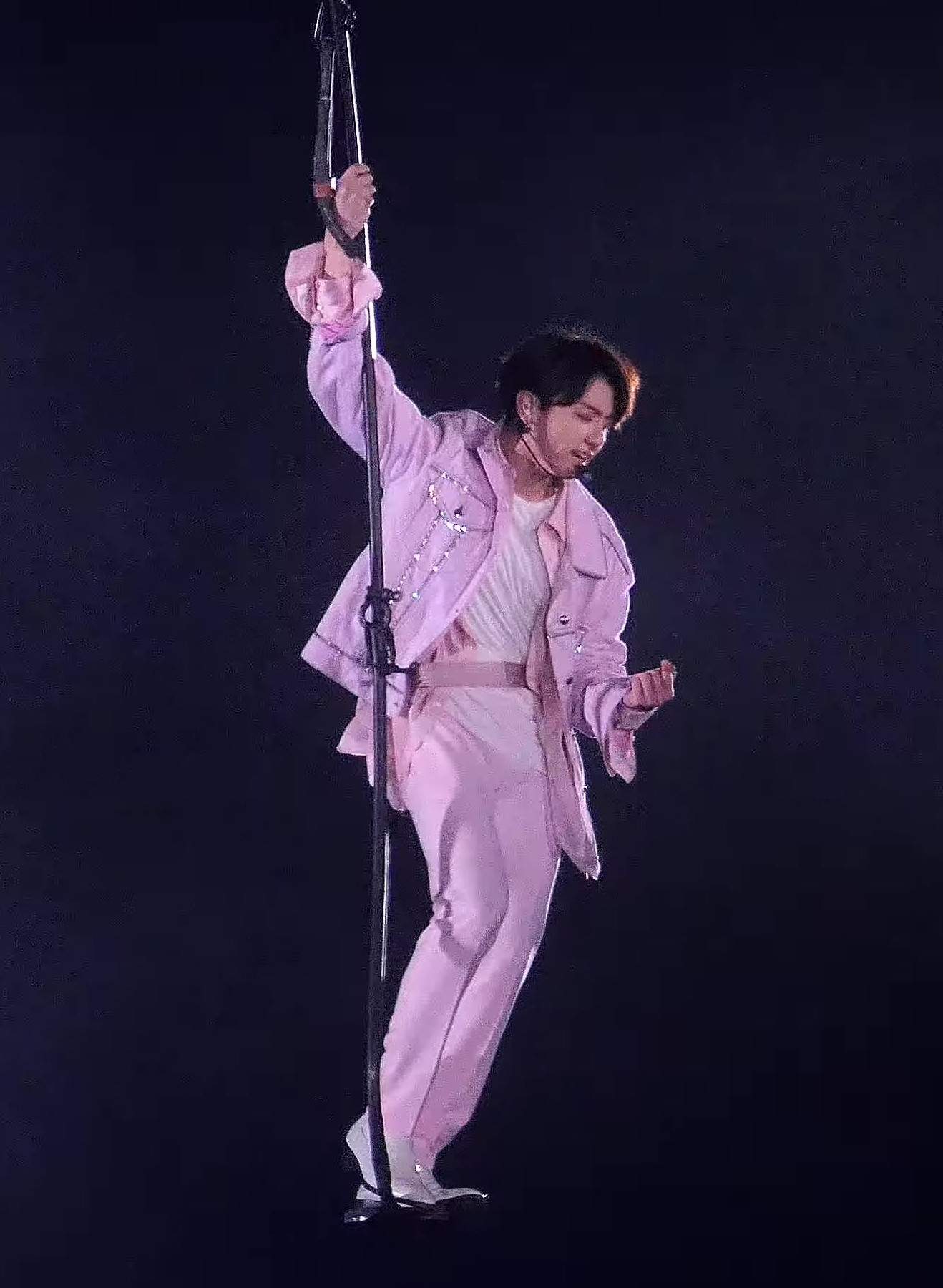
Чонґук виступає їз власною піснею «Euphoria» на концерті туру BTS «Speak Yourself».

У 2018 році компанія Gallup Korea провела опитування, в якому Чонґук посів 4-у сходинку як найулюбленіший артист року у Південній Кореї. 2017 року, в цьому ж опитуванні, він посідав 18-у позицію, а у 2016 — 20-у.
Також у 2018 році Чонґук 10 тижнів поспіль знаходився на першій позиції списку «Найулюбленіші артисти Китаю», який був опублікований китайським журналом «Hi China». У жовтні того ж року Чонґук встановив рекорд за кількістю глядачів у реальному часі на прямій трансляції у V Live (3.7 мільйонів глядачів в усьому світі). У грудні відео, на якому хлопець співав у своїй студії, встановило рекорд із кількості ретвітів у Південній Кореї. Різні артисти, такі як Кім Донхан та дует Hyeongseop X Euiwoong кажуть, що Чонґук є їхнім прикладом для наслідування.
У січні 2019 року Чонґук поділився з фанатами тим, що користується кондиціонером для прання фірми «Downy», після чого його продажі несподівано зросли. Це призвело до повного розпродажу, який зазвичай займає щонайменше 2 місяці, а акції цієї компанії зросли на 11 % лише за один день.
Вино, яке Чонґук смакував під час прямої трансляції на V Live було розпродано незадовго після її завершення.
Коли фанати дізналися, що Чонґук читав книгу Кім Сухьон «Я вирішила жити в ролі себе», вона стала бестселером у Кореї та Японії та встановила рекорд як єдина корейська книга, велику кількість примірників якої було продано за короткий проміжок часу в Японії (150 тисяч копій за 3 місяці). Пізніше книгу опублікували в інших країнах, в тому числі в Таїланді, Китаї та Індонезії.
У липні 2019 року Чонґук вирішив одягнути «сучасний ханбок» в аеропорт. Компанія-виробник повідомила, що в них виникли складнощі з доставкою через великий попит. У вересні того ж року корейські медіа повідомили, що Чонґук започаткував моду на «сучасний ханбок» у корейській розважальній індустрії, тому що такі знаменитості як Чан Хьонму, Чан Дойон, Гон Хьоджин, Пак Джухо і ведучий О Сонхван почали носити ханбоки через нього.

## Дискографія

### Студійні альбоми
| Назва  | Деталі                                                                                  | Пікові позиції у чартах | Пікові позиції у чартах | Пікові позиції у чартах | Пікові позиції у чартах | Пікові позиції у чартах | Пікові позиції у чартах | Пікові позиції у чартах | Пікові позиції у чартах | Пікові позиції у чартах | Пікові позиції у чартах | Продажі                                                      | Сертифікації                                            |
| Назва  | Деталі                                                                                  | KOR                     | AUS                     | CAN                     | FRA                     | GER                     | ITA                     | JPN                     | NZ                      | UK                      | US                      | Продажі                                                      | Сертифікації                                            |
| ------ | --------------------------------------------------------------------------------------- | ----------------------- | ----------------------- | ----------------------- | ----------------------- | ----------------------- | ----------------------- | ----------------------- | ----------------------- | ----------------------- | ----------------------- | ------------------------------------------------------------ | ------------------------------------------------------- |
| Golden | - Реліз: 3 листопада 2023 - Лейбл: Big Hit - Формат: CD, цифрове завантаження, стриминг | 1                       | 2                       | 4                       | 1                       | 6                       | 3                       | 1                       | 2                       | 3                       | 2                       | - Південна Корея: 2,706,074 - Японія: 257,338 - США: 244,000 | - KMCA: 2× Million - KMCA: 2× Platinum - RIAJ: Platinum |

### Сингли

#### Як головний виконавець
| Назва                                                                            | Рік  | Пікові позиції у чартах | Пікові позиції у чартах | Пікові позиції у чартах | Пікові позиції у чартах | Пікові позиції у чартах | Пікові позиції у чартах | Пікові позиції у чартах | Пікові позиції у чартах | Пікові позиції у чартах | Пікові позиції у чартах | Продажі                                     | Сертифікації                                                               | Альбом                                  |
| Назва                                                                            | Рік  | KOR                     | CAN                     | HUN                     | JPN Hot                 | NZ                      | UK                      | US                      | US World                | VIE                     | WW                      | Продажі                                     | Сертифікації                                                               | Альбом                                  |
| -------------------------------------------------------------------------------- | ---- | ----------------------- | ----------------------- | ----------------------- | ----------------------- | ----------------------- | ----------------------- | ----------------------- | ----------------------- | ----------------------- | ----------------------- | ------------------------------------------- | -------------------------------------------------------------------------- | --------------------------------------- |
| «Perfect Christmas» (with Jo Kwon, Lim Jeong-hee, Joohee, and RM)                | 2013 | 45                      | —                       | —                       | —                       | —                       | —                       | —                       | —                       | —                       | —                       | - Південна Корея: 64,789                    |                                                                            | Сингли поза альбомом                    |
| «Still with You»                                                                 | 2020 | 27                      | —                       | —                       | 30                      | —                       | —                       | —                       | 1                       | 13                      | 62                      | - Японія: 20,487                            |                                                                            | Сингли поза альбомом                    |
| «Stay Alive»                                                                     | 2022 | 68                      | 74                      | 5                       | 44                      | —                       | 89                      | 95                      | 1                       | 1                       | 13                      | - Японія: 15,852 - США: 14,900 - : 30,400   |                                                                            | Сингли поза альбомом                    |
| «My You»                                                                         | 2022 | 145                     | —                       | —                       | 37                      | —                       | —                       | —                       | 2                       | 31                      | 158                     | - Японія: 19,307                            |                                                                            | Сингли поза альбомом                    |
| «Dreamers»                                                                       | 2022 | 7                       | 90                      | 1                       | 6                       | —                       | —                       | —                       | 1                       | 2                       | 9                       | - Японія: 19,525 - : 48,000                 |                                                                            | FIFA World Cup 2022 Official Soundtrack |
| «Seven» (featuring Latto)                                                        | 2023 | 2                       | 5                       | 13                      | 2                       | 2                       | 3                       | 1                       | —                       | 1                       | 1                       | - Японія: 49,432 - США: 228,000 - : 305,000 | - BPI: Silver - MC: 2x Platinum - RIAA: Platinum - RIAJ: Gold - RMNZ: Gold | Golden                                  |
| «3D» (featuring Jack Harlow)                                                     | 2023 | 8                       | 10                      | 40                      | 7                       | 9                       | 5                       | 5                       | —                       | 2                       | 1                       | - Японія: 20,187 - США: 87,000 - : 119,000  | - MC: Gold                                                                 | Golden                                  |
| «Too Much» (with the Kid Laroi and Central Cee)                                  | 2023 | 94                      | 32                      | —                       | —                       | 37                      | 10                      | 44                      | —                       | 14                      | 11                      | - Японія: 3,748                             |                                                                            | The First Time                          |
| «Standing Next to You»                                                           | 2023 | 6                       | 30                      | —                       | 12                      | 25                      | 6                       | 5                       | —                       | 4                       | 1                       | - Японія: 6,617 - США: 163,000 - : 121,000  | - MC: Gold                                                                 | Golden                                  |
| «—» релізи, що не потрапили у чарти або не були випущені у відповідних регіонах. |      |                         |                         |                         |                         |                         |                         |                         |                         |                         |                         |                                             |                                                                            |                                         |

#### Як запрошений виконавець
| Назва                                              | Рік  | Пікові позиції у чартах | Пікові позиції у чартах | Пікові позиції у чартах | Пікові позиції у чартах | Пікові позиції у чартах | Пікові позиції у чартах | Пікові позиції у чартах | Пікові позиції у чартах | Пікові позиції у чартах | Пікові позиції у чартах | Продажі                     | Сертифікації                                              | Альбом  |
| Назва                                              | Рік  | KOR                     | AUS                     | CAN                     | HUN                     | JPN Hot                 | NZ                      | UK                      | US                      | VIE                     | WW                      | Продажі                     | Сертифікації                                              | Альбом  |
| -------------------------------------------------- | ---- | ----------------------- | ----------------------- | ----------------------- | ----------------------- | ----------------------- | ----------------------- | ----------------------- | ----------------------- | ----------------------- | ----------------------- | --------------------------- | --------------------------------------------------------- | ------- |
| «Left and Right» (Charlie Puth featuring Jungkook) | 2022 | 15                      | 19                      | 17                      | 3                       | 13                      | 15                      | 41                      | 22                      | 1                       | 5                       | - Японія: 12,820 - : 45,000 | - RIAA: Gold - RIAJ: Gold - ARIA: Platinum - MC: Platinum | Charlie |

### Інші пісні у чартах
| Назва                                                                            | Рік  | Пікові позиції у чартах | Пікові позиції у чартах | Пікові позиції у чартах | Пікові позиції у чартах | Пікові позиції у чартах | Пікові позиції у чартах | Пікові позиції у чартах | Пікові позиції у чартах | Пікові позиції у чартах | Пікові позиції у чартах | Продажі                  | Сертифікації | Альбом                   |
| Назва                                                                            | Рік  | KOR                     | CAN                     | HUN                     | JPN Dig.                | JPN Hot                 | NZ Hot                  | UK Down.                | US                      | US World                | WW                      | Продажі                  | Сертифікації | Альбом                   |
| -------------------------------------------------------------------------------- | ---- | ----------------------- | ----------------------- | ----------------------- | ----------------------- | ----------------------- | ----------------------- | ----------------------- | ----------------------- | ----------------------- | ----------------------- | ------------------------ | ------------ | ------------------------ |
| «Begin»                                                                          | 2016 | 27                      | —                       | —                       | —                       | —                       | —                       | —                       | —                       | 1                       | —                       | - Південна Корея: 90,526 |              | Wings                    |
| «Euphoria»                                                                       | 2018 | 11                      | 86                      | 9                       | —                       | 76                      | 9                       | 45                      | —                       | 1                       | —                       | - США: 15,000            | - RIAJ: Gold | Love Yourself: Answer    |
| «My Time»                                                                        | 2020 | 21                      | —                       | 20                      | —                       | —                       | 12                      | —                       | 84                      | 1                       | —                       | - США: 24,000            |              | Map of the Soul: 7       |
| «Seven» (Explicit) (featuring Latto)                                             | 2023 | 47                      | —                       | —                       | 4                       | —                       | —                       | —                       | —                       | —                       | —                       | - Японія: 14,761         |              | Golden                   |
| «Seven» (Instrumental) (featuring Latto)                                         | 2023 | —                       | —                       | —                       | 15                      | —                       | —                       | —                       | —                       | —                       | —                       | - Японія: 3,307          |              | Сингл без альбому        |
| «Seven» (Band version) (featuring Latto)                                         | 2023 | —                       | —                       | —                       | 27                      | —                       | —                       | —                       | —                       | —                       | —                       | - Японія: 1,941          |              | Seven Weekday Version EP |
| «Seven» (Summer Mix) (featuring Latto)                                           | 2023 | —                       | —                       | —                       | 19                      | —                       | —                       | —                       | —                       | —                       | —                       | - Японія: 2,746          |              | Seven Weekday Version EP |
| «Seven» (Island Mix) (featuring Latto)                                           | 2023 | —                       | —                       | —                       | —                       | —                       | —                       | —                       | —                       | —                       | —                       |                          |              | Seven Weekend Version EP |
| «Seven» (Nightfall Mix) (featuring Latto)                                        | 2023 | —                       | —                       | —                       | —                       | —                       | —                       | —                       | —                       | —                       | —                       |                          |              | Seven Weekend Version EP |
| «Seven» (Festival Mix) (featuring Latto)                                         | 2023 | —                       | —                       | —                       | —                       | —                       | —                       | —                       | —                       | —                       | —                       |                          |              | Seven Weekend Version EP |
| «Seven» (Lo-fi Mix) (featuring Latto)                                            | 2023 | —                       | —                       | —                       | —                       | —                       | —                       | —                       | —                       | —                       | —                       |                          |              | Seven Weekend Version EP |
| «Seven» (Alesso Remix) (featuring Latto)                                         | 2023 | —                       | —                       | —                       | 28                      | —                       | —                       | —                       | —                       | —                       | —                       | - Японія: 1,856          |              | Seven Alesso Remix EP    |
| «3D» (Instrumental) (featuring Jack Harlow)                                      | 2023 | —                       | —                       | —                       | 47                      | —                       | —                       | —                       | —                       | —                       | —                       | - Японія: 1,190          |              | Сингли поза альбомом     |
| «3D» (Alternate version)                                                         | 2023 | —                       | —                       | —                       | 7                       | —                       | —                       | —                       | —                       | —                       | —                       | - Японія: 6,134          |              | Сингли поза альбомом     |
| «Too Much» (Clean version) (with the Kid Laroi and Central Cee)                  | 2023 | —                       | —                       | —                       | 40                      | —                       | —                       | —                       | —                       | —                       | —                       | - Японія: 1,160          |              | Сингли поза альбомом     |
| «Closer to You» (featuring Major Lazer)                                          | 2023 | 88                      | —                       | —                       | 39                      | —                       | —                       | 58                      | —                       | —                       | 52                      | - Японія: 1,585          |              | Golden                   |
| «Yes or No»                                                                      | 2023 | 62                      | —                       | —                       | 30                      | —                       | 5                       | 40                      | —                       | —                       | 23                      | - Японія: 1,985          |              | Golden                   |
| «Please Don't Change» (featuring DJ Snake)                                       | 2023 | 92                      | —                       | —                       | 41                      | —                       | 9                       | 63                      | —                       | —                       | 46                      | - Японія: 1,544          |              | Golden                   |
| «Hate You»                                                                       | 2023 | 70                      | —                       | —                       | 29                      | —                       | 8                       | 45                      | —                       | —                       | 31                      | - Японія: 2,016          |              | Golden                   |
| «Somebody»                                                                       | 2023 | 96                      | —                       | —                       | 46                      | —                       | —                       | 61                      | —                       | —                       | 57                      | - Японія: 1,507          |              | Golden                   |
| «Too Sad to Dance»                                                               | 2023 | 84                      | —                       | —                       | 31                      | —                       | —                       | 57                      | —                       | —                       | 58                      | - Японія: 1,888          |              | Golden                   |
| «Shot Glass of Tears»                                                            | 2023 | 97                      | —                       | —                       | 43                      | —                       | —                       | 47                      | —                       | —                       | 51                      | - Японія: 1,530          |              | Golden                   |
| «3D» (Justin Timberlake Remix)                                                   | 2023 | —                       | —                       | —                       | 18                      | —                       | —                       | —                       | —                       | —                       | —                       | - Японія: 2,159          |              | Сингл без альбому        |
| «Standing Next to You» (Usher Remix)                                             | 2023 | —                       | —                       | —                       | 15                      | —                       | —                       | —                       | —                       | —                       | —                       | - Японія: 2,849          |              | Coming Home              |
| «—» релізи, що не потрапили у чарти або не були випущені у відповідних регіонах. |      |                         |                         |                         |                         |                         |                         |                         |                         |                         |                         |                          |              |                          |

### Інші пісні
| Назва                 | Рік  | Інший виконавець | Альбом               | Прим.   |
| --------------------- | ---- | ---------------- | -------------------- | ------- |
| «Like a Star»         | 2013 | RM               | Сингли поза альбомом | [ 119 ] |
| «One Dream One Korea» | 2015 | Різні виконавці  | Сингли поза альбомом | [ 143 ] |
| «I Know»              | 2016 | RM               | Сингли поза альбомом | [ 119 ] |
| «I'm in Love»         | 2016 | Lady Jane        | Сингли поза альбомом | [ 144 ] |

### Авторство у написанні пісень
Дані адаптовані з бази даних Korea Music Copyright Association (KOMCA), якщо не зазначено інше.
|  | Продюсер пісні |

| Пісня                         | Виконавець                 | Назва                                            | Рік  |
| ----------------------------- | -------------------------- | ------------------------------------------------ | ---- |
| «Dead Leaves»                 | BTS                        | The Most Beautiful Moment in Life, Pt. 2         | 2015 |
| «Dreamers»                    | Jungkook, Fahad Al Kubaisi | FIFA World Cup 2022 Official Soundtrack          | 2022 |
| «Dreamers» (Live version)     | Jungkook, Al Kubaisi       | FIFA World Cup 2022 Official Soundtrack          | 2022 |
| «Film Out»                    | BTS                        | BTS, the Best                                    | 2021 |
| «I Need U» (Demo version)     | BTS                        | Proof                                            | 2022 |
| «In the Soop»                 | BTS                        | Сингл без альбому                                | 2020 |
| «Introduction: Youth»         | BTS                        | Youth                                            | 2016 |
| «Love Is Not Over»            | BTS                        | The Most Beautiful Moment in Life: Young Forever | 2016 |
| «Magic Shop»                  | BTS                        | Love Yourself: Tear                              | 2018 |
| «My Time»                     | BTS                        | Map of the Soul: 7                               | 2020 |
| «My You»                      | Jungkook                   | Сингл без альбому                                | 2022 |
| «No More Dream»               | BTS                        | 2 Cool 4 Skool                                   | 2013 |
| «Outro: Circle Room Cypher»   | BTS                        | 2 Cool 4 Skool                                   | 2013 |
| «Outro: Love Is Not Over»     | BTS                        | The Most Beautiful Moment in Life, Pt. 1         | 2015 |
| «Outro: The Journey»          | BTS                        | Map of the Soul: 7 – The Journey                 | 2020 |
| «Run»                         | BTS                        | The Most Beautiful Moment in Life, Pt. 2         | 2015 |
| «Run BTS»                     | BTS                        | Proof                                            | 2022 |
| «Stay»                        | BTS                        | Be                                               | 2020 |
| «Still With You»              | Jungkook                   | Сингл без альбому                                | 2020 |
| «Still With You» (A cappella) | Jungkook                   | Proof                                            | 2022 |
| «Telepathy»                   | BTS                        | Be                                               | 2020 |
| «We Are Bulletproof Pt. 2»    | BTS                        | 2 Cool 4 Skool                                   | 2013 |
| «Your Eyes Tell»              | BTS                        | Map of the Soul: 7 — The Journey                 | 2020 |

## Галерея

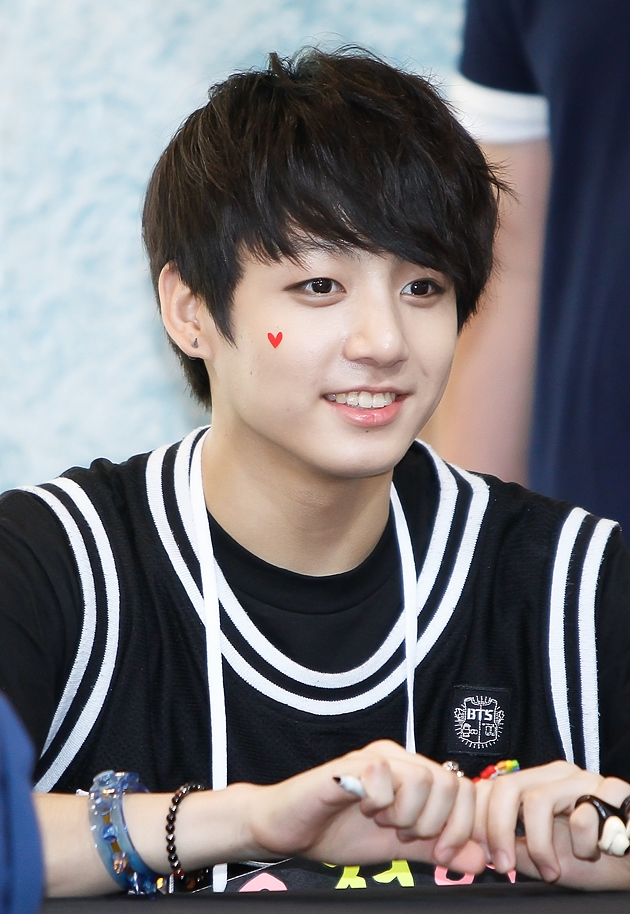
2013
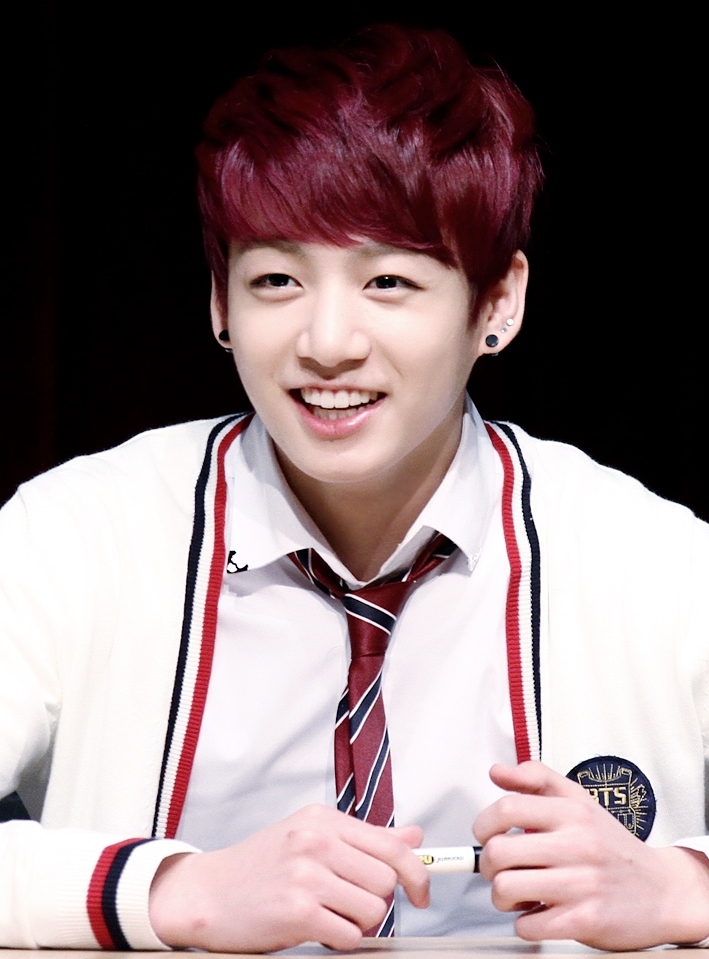
2014
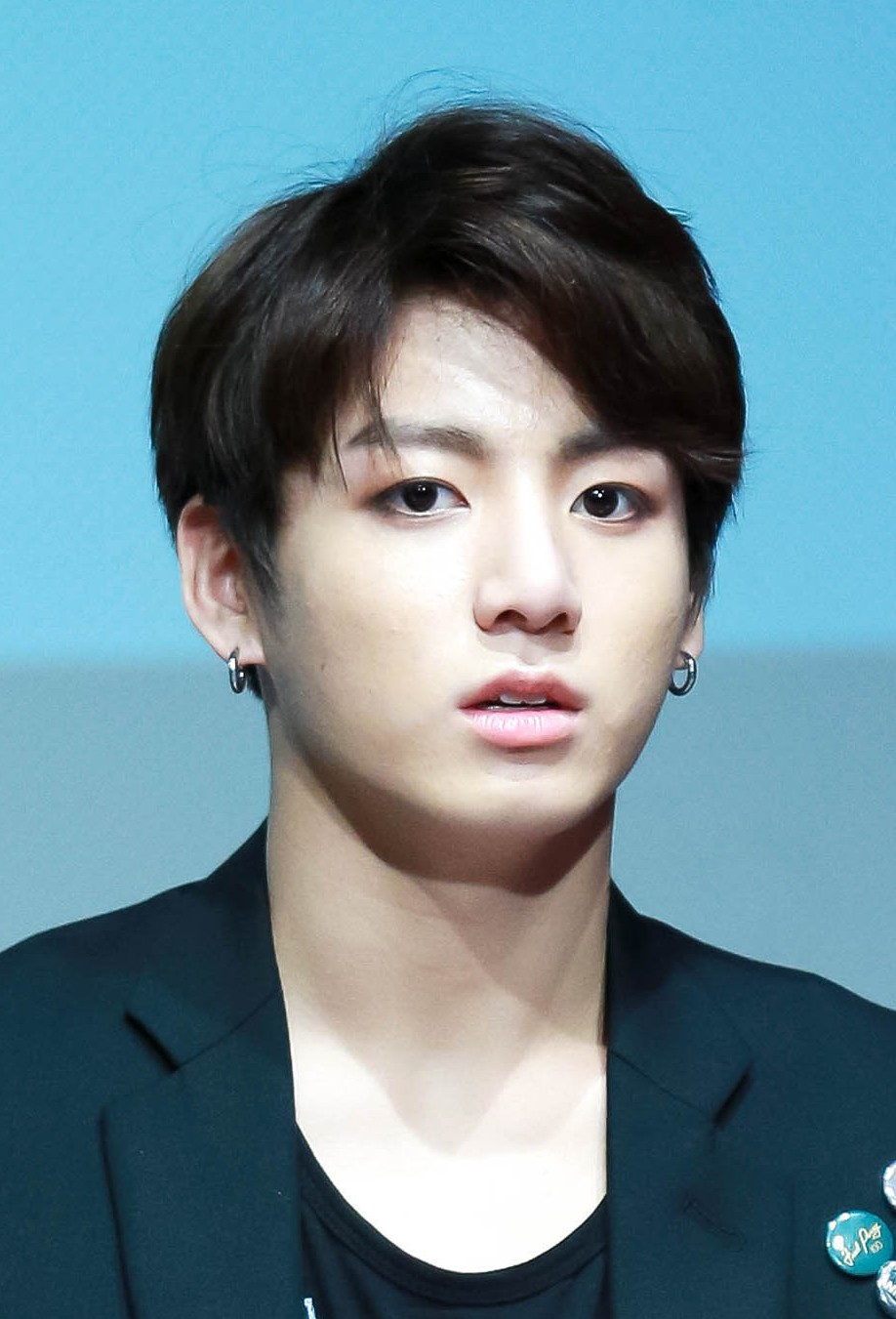
2015
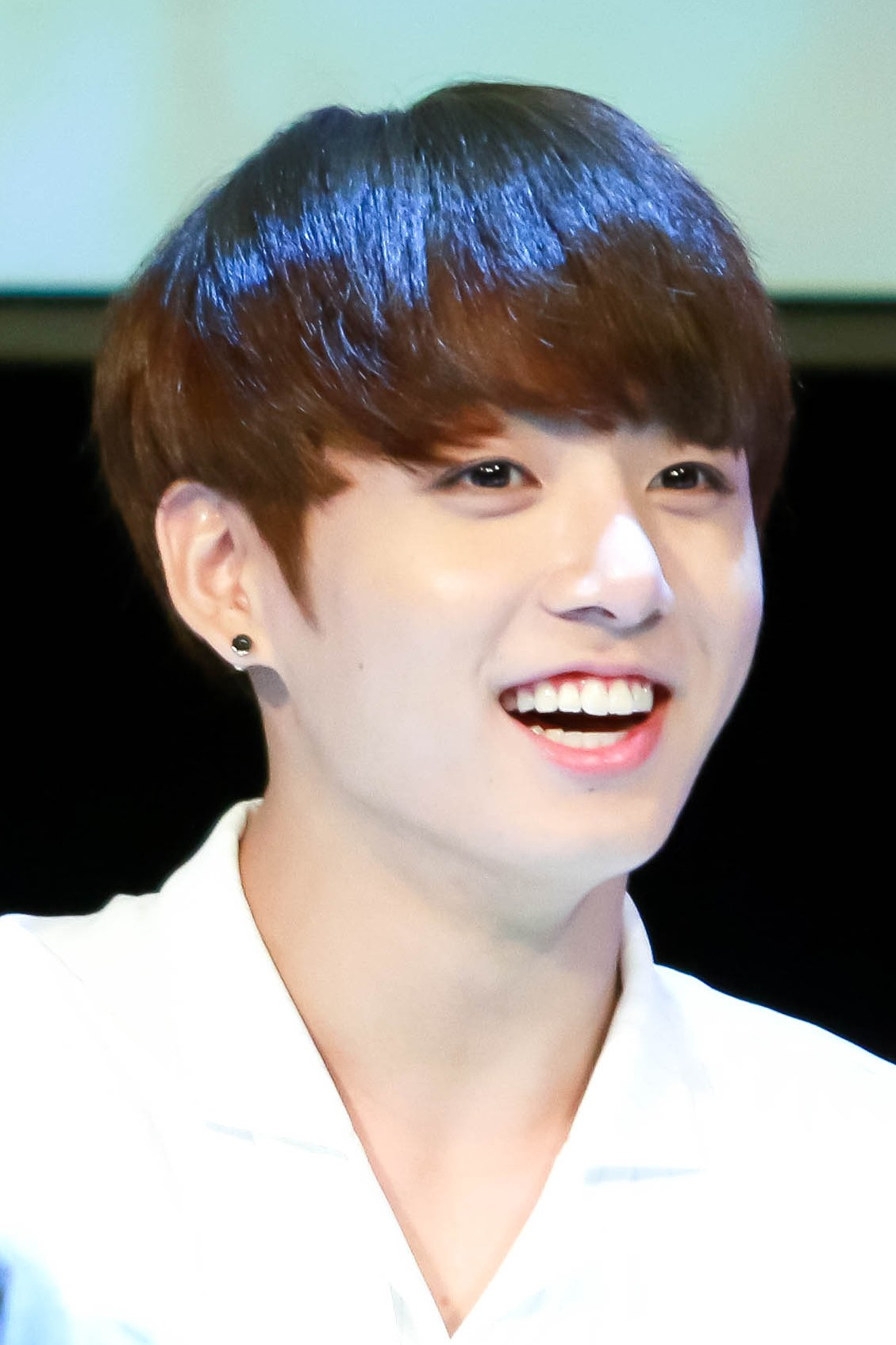
2016
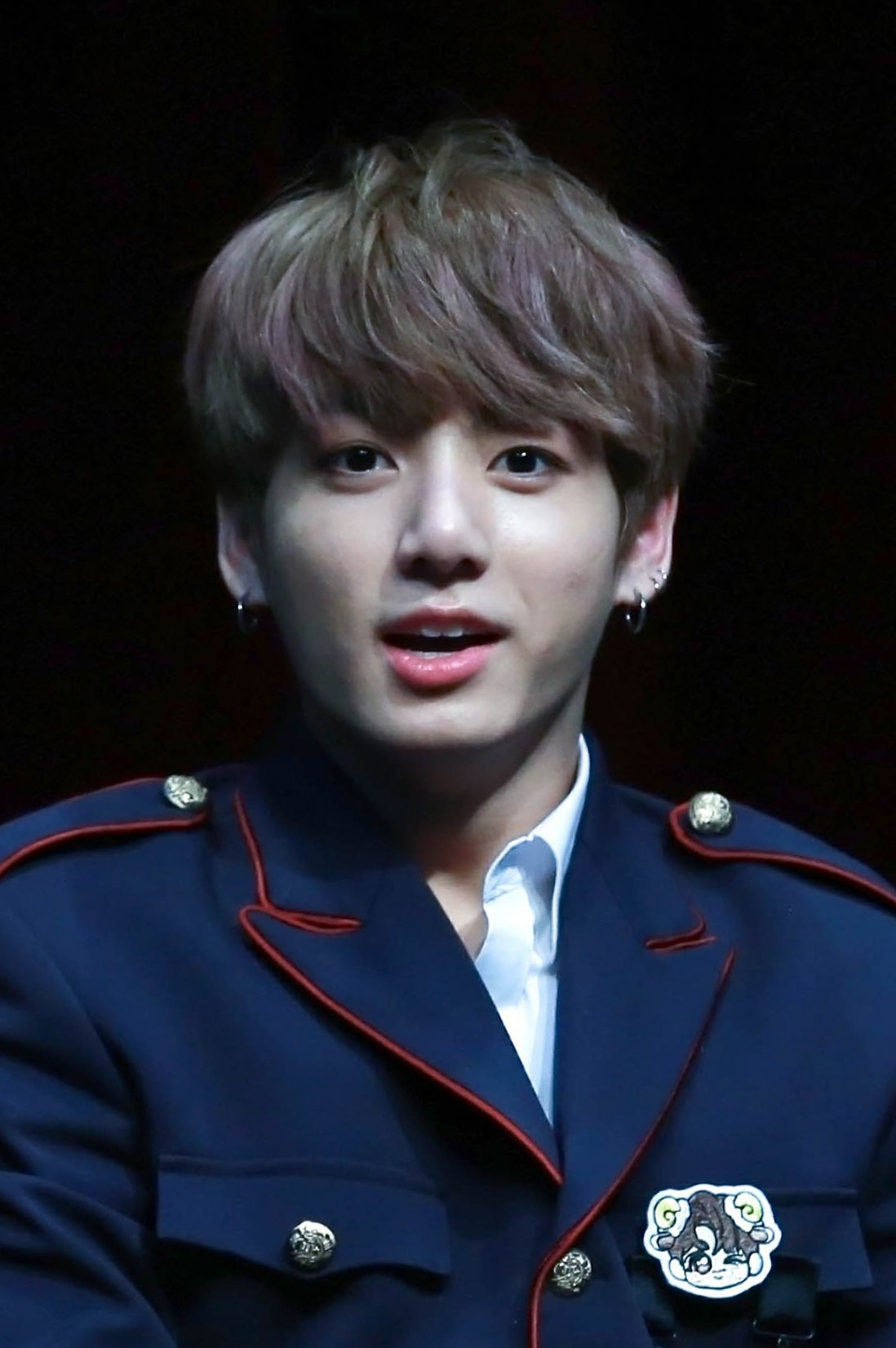
2017
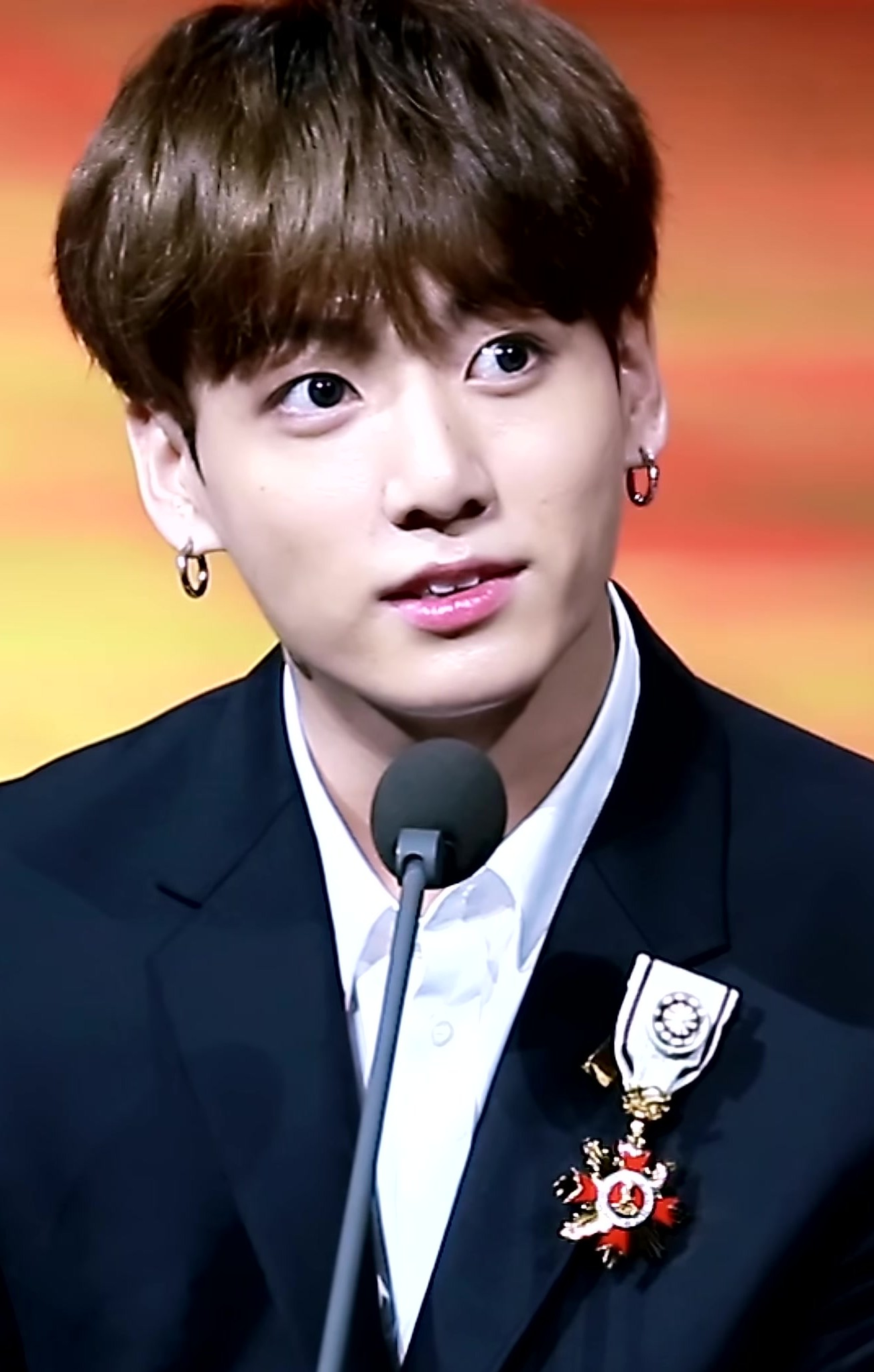
2018
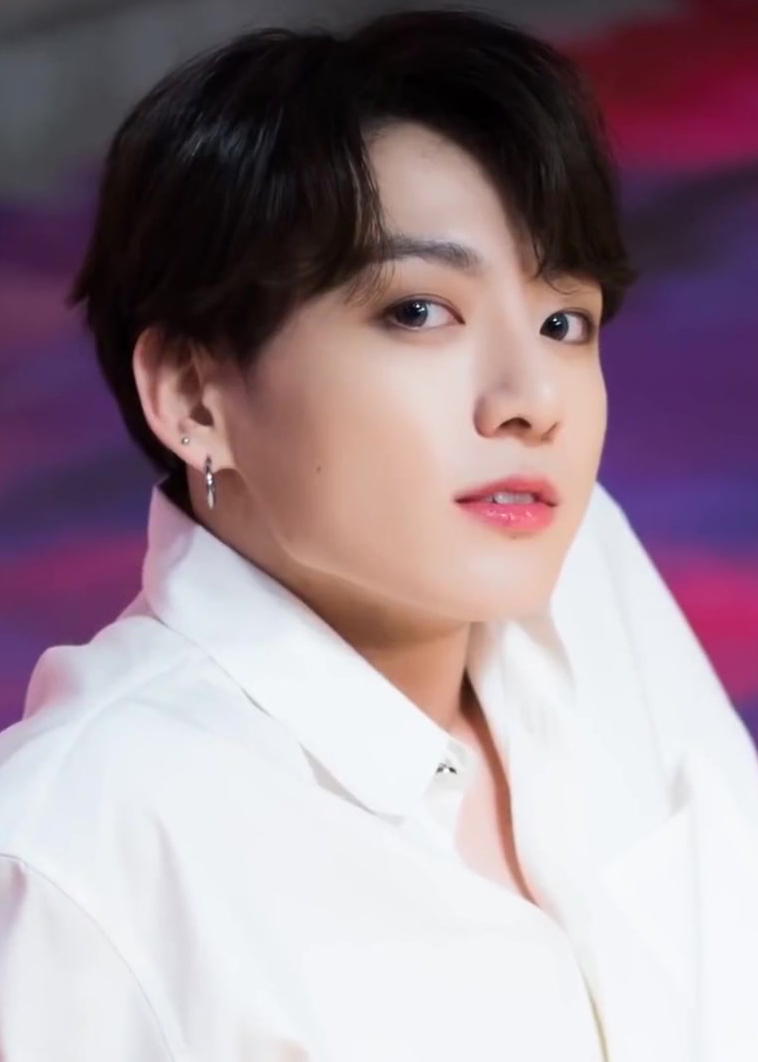
2019

## Нотатки
1. 1 2 3  credited under BTS but is a solo performed by Jungkook[119]
2. ↑  або «Autumn Leaves»

1. ↑  Звичайне видання[56]
2. ↑  Версія альбому для Weverse[57]
3. ↑  Сингл «Still with You» не потрапив у чарт Canadian Hot 100, але посів 9 місце у чарті Canadian Digital Song Sales[70].
4. ↑  Сингл «Still with You» не потрапив у NZ Top 40 Singles Chart, але посів 12 місце у NZ Hot Singles Chart[71].
5. ↑  Сингл «Still with You» не потрапив у Billboard Hot 100, але посів 6 місце у чарті Digital Song Sales[72].
6. ↑  Сингл «Stay Alive» не потрапив у NZ Top 40 Singles Chart, але посів 6 місце у NZ Hot Singles Chart[74].
7. ↑  Сингл «My You» не потрапив у Canadian Hot 100, але посів 13 місце у чарті Canadian Digital Song Sales[70].
8. ↑  Сингл «Still with You» не потрапив у NZ Top 40 Singles Chart, але посів 27 місце у NZ Hot Singles Chart[71].
9. ↑  Сингл «My You» не потрапив у Billboard Hot 100, але посів 10 місце у чарті Digital Song Sales[72].
10. ↑  Сингл «Dreamers» не потрапив у NZ Top 40 Singles Chart,але посів 3 місце у NZ Hot Singles Chart[79].
11. ↑  Сингл «Dreamers» не потрапив у Billboard Hot 100, але посів 10 місце у Bubbling Under Hot 100[80].
12. ↑  Certification for streaming
[88]
13. ↑  Сингл «Too Much» не потрапив у Billboard Japan Hot 100, але посів 3 місце у чарті Hot Overseas[94].
14. ↑  Certification for streaming
[107]
15. ↑  Сингл «Euphoria» не потрапив у Billboard Hot 100, але посів 5 місце у чарті Bubbling Under Hot 100 Singles[121].
16. ↑  Сингл «Seven» (Instrumental) не потрапив у Circle Digital Chart, але посів 50 місце у Download Chart[126].
17. ↑  Сингл «Seven» (Instrumental) не потрапив у Billboard Japan Hot 100, але посів 16 місце у чарті Download Songs[127].
18. ↑  Сингл «Seven» (Band version) не потрапив у Circle Digital Chart, але посів 68 місце у чарті Download Chart[129].
19. ↑  Сингл «Seven» (Band version) не потрапив у Billboard Japan Hot 100, але посів 31 місце у чарті Download Songs[130].
20. ↑  Сингл «Seven» (Band version) не потрапив у Circle Digital Chart, але посів 62 місце у Download Chart[129].
21. ↑  Сингл «Seven» (Summer Mix) не потрапив у Billboard Japan Hot 100, але посів 22 місце у чарті Download Songs[130].
22. ↑  Сингл «Seven» (Island Mix) не потрапив у Circle Digital Chart, але посів 138 місце у Download Chart[129].
23. ↑  Сингл «Seven» (Nightfall Mix) не потрапив у Circle Digital Chart, але посів 130 місце у Download Chart[129].
24. ↑  Сингл «Seven» (Festival Mix) не потрапив у Circle Digital Chart, але посів 135 місце у Download Chart[129].
25. ↑  Сингл «Seven» (Lo-fi Mix) не потрапив у Circle Digital Chart, але посів 133 місце у Download Chart[129]
26. ↑  Сингл «Yes or No» не потрапив у Billboard Hot 100, але посів 4 місце у Bubbling Under Hot 100[138].
27. ↑  Сингл «Hate You» не потрапив у Billboard Hot 100, але посів 7 місце у Bubbling Under Hot 100[138].
28. ↑  Сингл «Shot Glass of Tears» не потрапив у Billboard Hot 100, але посів 10 місце у Bubbling Under Hot 100[138].
29. ↑  У базі даних KOMCA ця версія пісні вказана як частина саундтрек-альбому, втім у списку композицій альбому ця пісня відсутня.